# Nils Åkerman
Nils Åkerman, född 4 oktober 1777 i Barva socken, Södermanlands län, död 31 januari 1850 i Stockholm, var en svensk läkare och ortopedisk gymnast.

## Biografi
Nils Åkerman var son till lektorn, magister Carl Åkerman och Anna Christina Myreen. Hans farmors morfar var livmedicus Balthasar Salinus,  vars söner gick i hans fotspår och under årtionden var framstående kirurger i Stockholm. Åkerman blev student vid Uppsala universitet 1797. Sedan han efter sex års gradualstudier vid Uppsala universitet, även någon tid vid Kungliga Akademien i Åbo, blivit promoverad 1803, vände han sina studier åt läkarvetenskapen. Han var som uppbördsläkare vid flottan med i Finska kriget. År 1810 blev han medicine doktor efter att ha utgivit en avhandling med titeln De typho nervoso in classe suecana per autumnum anno 1808 observato.
År 1810 blev han kirurgie magister och förordnad till prosektor och adjunkt i teoretisk medicin vid Kirurgiska institutet i Stockholm. Under åren 1813 och 1814 förestod han professuren i medicin vid Karolinska institutet och tjänstgjorde från sistnämnda år som fattigläkare i »staden inom broarna». I denna egenskap åtog han sig 1816 att med elektricitet behandla fattiga sjuka. Åren 1818–1822 företog han en omfattande utrikesresa och blev efter sin återkomst det sistnämnda året tillförordnad intendent vid Djurgårdsbrunn invid Stockholm, där han började införa gymnastik och ett allmännare bruk av elektricitet vid behandlingen av sjukdomar. År 1824, kort efter det han avskedats från prosektorssysslan och samtidigt blivit hedrad med professors titel, åkte han på en ny utländsk resa.
Åkerman inrättade efter sin hemkomst 1827 det så kallade ortopediska institutet i Stockholm. Denna anstalt, som var förlagd till Djurgårdsbrunn och grundad på aktier, fick 1828 namnet Josefinska ortopediska institutet. Trots ekonomiska svårigheter lyckades Åkerman upprätthålla densamma till 1837, då den stängdes. Emellertid öppnade han sistnämnda år ett nytt ortopediskt institut, som då låg på Lilla Ersta i Södermalm i Stockholm. Han biträddes där någon tid av sin bror, medicine doktor Johan Erik Åkerman. Av rikets ständer fick han hjälp med ett penninganslag, som gjorde att han kunde ha anstalten till 1847, då han överlämnade den till doktor Herman Sätherberg.
Vid sidan av sina anatomiska, kirurgiska och gymnastiska forskningar sysselsatte han sig i flera år även med lingvistik, varför man i raden av hans utgivna arbeten finner sådana som: Fransysk stilöfning och läsebok 1826, Fransyska språkets böjningsformer 1828, Tyska läsöfningar 1830 med flera. Han utgav tidskriften »Hälsovännen» 1828–29, Sundhetskateches 1835 och Josephinska orthopediska institutet i förening med en allmän hälsovårdsinrättning 1839, varjämte han till Svenska läkaresällskapets årsberättelse lämnade åtskilliga mindre uppsatser.